# Félix McDonald
Félix Alfonso McDonald Sarmiento (Ciudad de Guatemala; 26 de junio de 1954) es un exfutbolista guatemalteco. Se desempeñaba como centrocampista y jugó en los Juegos Olímpicos de Montreal 1976.

## Trayectoria
Surgió de las fuerzas básicas del Comunicaciones, debutando profesionalmente en 1972. Posteriormente jugó de préstamo con el recién ascendido a la Liga Nacional de 1975, el Galcasa.
Con los cremas regresó al año siguiente y se hizo gran amigo de su compañero Oscar Sánchez.
En la temporada 1986, lo fichó el Municipal, máximo rival de Comunicaciones y se quedó ahí hasta 1992, consiguiendo cuatro ligas en cinco campañas (1987, 1988-89, 1989-90 y 1991-92). Su pasado y cariño por Comunicaciones hizo que volviera con el club para retirarse en 1993.

## Selección nacional
Fue convocado a la selección de Guatemala en los Juegos Olímpicos de Montreal 1976, disputando dos de los tres partidos y su país quedó en el grupo 2.
El 8 de octubre de 1977 anotaría un doblete frente a Surinam. Guatemala quedaría antepenúltima del Campeonato de Naciones de México.

### Participaciones en Juegos Olímpicos
| Torneo                   | Sede     | Resultado     |
| ------------------------ | -------- | ------------- |
| Juegos Olímpicos de 1976 | Montreal | Primera ronda |

## Clubes
| Club             | País      | Año       |
| ---------------- | --------- | --------- |
| Comunicaciones   | Guatemala | 1972-1985 |
| Galcasa (cesión) | Guatemala | 1975      |
| Municipal        | Guatemala | 1986-1992 |
| Comunicaciones   | Guatemala | 1992-1993 |

## Palmarés

### Títulos nacionales
| Título                    | Equipo         | País      | Año     |
| ------------------------- | -------------- | --------- | ------- |
| Liga Nacional             | Comunicaciones | Guatemala | 1977-78 |
| Liga Nacional             | Comunicaciones | Guatemala | 1979-80 |
| Liga Nacional             | Comunicaciones | Guatemala | 1981    |
| Liga Nacional             | Comunicaciones | Guatemala | 1982    |
| Copa Nacional             | Comunicaciones | Guatemala | 1983    |
| Copa Campeón de Campeones | Comunicaciones | Guatemala | 1983    |
| Liga Nacional             | Comunicaciones | Guatemala | 1985    |
| Liga Nacional             | Municipal      | Guatemala | 1987    |
| Liga Nacional             | Municipal      | Guatemala | 1988-89 |
| Liga Nacional             | Municipal      | Guatemala | 1989-90 |
| Liga Nacional             | Municipal      | Guatemala | 1991-92 |

### Títulos internacionales
| Título                           | Equipo         | País      | Año  |
| -------------------------------- | -------------- | --------- | ---- |
| Copa de Campeones de la Concacaf | Comunicaciones | Guatemala | 1978 |
| Copa Fraternidad Centroamericana | Comunicaciones | Guatemala | 1983 |